# Invasione USA
Invasione USA (Invasion U.S.A.) è un film di fantascienza del 1952 diretto da Alfred E. Green e basato su un soggetto di Robert Smith e Franz Schulz (accreditato come Franz Spencer).
Girato in piena guerra fredda, il film è ambientato durante l'immaginaria invasione degli Stati Uniti da parte di un non ben identificato "nemico" comunista, anche se il riferimento all'Unione Sovietica è suggerito da molti elementi: l'attacco dall'Alaska, l'accento degli invasori e l'impiego di aerei militari sovietici degli anni quaranta e cinquanta come Yakovlev Yak-17, Mikoyan-Gurevich MiG-15 e Tupolev Tu-4.
Nel 1994 è stato trasmesso come episodio 602 nella sesta stagione della serie TV americana Mystery Science Theater 3000, incentrata su vecchi film horror e di fantascienza.

## Trama
Sei persone sono sedute a bere in un bar di New York: oltre all'enigmatico Mr. Ohman ci sono il giornalista televisivo Vince Potter, la giovane e affascinante Carla Sanford, un industriale della California, un allevatore dell'Arizona e un membro del Congresso. Tutti esprimono avversione per il comunismo e apprezzano la ricchezza materiale di cui godono, oltre a lamentarsi delle tasse troppo alte e del sostegno industriale da parte del Governo degli Stati Uniti, motivo per cui Mr. Ohman sostiene che molti americani vogliono sentirsi sicuri e protetti ma non vogliono fare sacrifici.
Improvvisamente le notizie che provengono da un televisore iniziano a parlare di un "nemico" che sta organizzando attacchi aerei in Alaska. Alcuni paracadutisti sono atterrati negli aeroporti civili che vengono occupati mentre quelli militari sono bombardati con armi nucleari. Gli Stati Uniti reagiscono ma l'invasione si espande causando gravi perdite tra gli americani. I sei personaggi cercano di tornare alla loro vita ma ormai è troppo tardi ed alcuni di loro cadono per mano degli invasori. Il Presidente degli Stati Uniti cerca invano di trasmettere notizie di contro-attacchi per sollevare il morale, ma alla gente non resta che chiedersi cosa fare per ricominciare tutto da capo.
La scena finale ci porta di nuovo nel bar di New York, con tutti i personaggi intorno al bancone tranne Mr. Ohman. Scopriamo che sono tutti stati ipnotizzati dal misterioso individuo, deciso a dar loro una lezione di patriottismo e renderli cittadini responsabili, avvertendoli che potrebbero altrimenti portare alla caduta del Paese per mano di un nemico subdolo che morde il freno per conquistare un'America debole.

## Produzione e distribuzione
Le riprese iniziarono nell'aprile 1952 ai Motion Picture Center Studios e il film fu completato nel giro di una settimana.
Invasione USA venne distribuito nelle sale statunitensi a partire dal 10 dicembre 1952 e per la promozione la Columbia Pictures fece alcuni suggerimenti agli esercenti cinematografici, tra cui far risuonare sirene antiaerei, utilizzare lavoratori della Civil Defense e mandare in giro per le città ragazzi vestiti da paracadutista con un cartello pubblicitario in cui era scritto "Ecco cosa accadrebbe se accadesse ora!".

### Date di uscita
- USA (Invasion U.S.A.) - 10 dicembre 1952
- Regno Unito (Invasion U.S.A.) - 22 giugno 1953
- Germania Ovest (Invasion gegen U.S.A.) - 25 settembre 1959

Nel 1998 è uscita la versione in VHS mentre nel 2002 è stata distribuita un'edizione speciale in DVD per il 50º anniversario. I contenuti speciali di questa edizione includevano due registrazioni audio originali del Civil Defense Department (The Complacent Americans e If the Bomb Falls: A Recorded Guide to Survival), interviste con gli attori Dan O'Herlihy, William Schallert e Noel Neill, e il controverso cortometraggio anti-comunista del 1962 Red Nightmare, narrato da Jack Webb.

## Promozione
(Tagline del film)

## Accoglienza

### Incassi
Costato circa $127.000, il film si rivelò un successo al botteghino incassando $1.200.000 solo negli Stati Uniti.

### Critica
Invasione USA ha ricevuto per lo più giudizi negativi dalla critica che lo ha visto come un puro esempio di propaganda da guerra fredda.
Lo scrittore australiano Robert Hood ha scritto nel suo sito web che il film «non fa alcun tentativo per esplorare uno scenario realistico di invasione degli Stati Uniti, la sua politica è vaga e sciovinista, si accontenta di "spaventare"...», mentre il critico Dennis Schwartz parla di un film da "paura rossa" «inefficace e privo di umorismo fatto al culmine della guerra fredda. Potrebbe essere il peggior film di quel genere, certamente è il più ridicolo».
Sul sito AllMovie, Craig Butler lo definisce "totalmente inutile" come dramma, aggiungendo che può destare un certo interesse come commedia «per coloro che apprezzano i film sopra le righe» e come studio sociale dell'epoca.
Tra le voci fuori dal coro c'è quella di Peter West, che nella sua recensione su Horror Talk riporta: «Una trama ben scritta, intrecciata con immagini di repertorio della seconda guerra mondiale e test nucleari, mantiene questo film veloce mentre il peggiore scenario degli anni cinquanta prende vita».
Anche il critico Glenn Erickson ha apprezzato alcuni aspetti della pellicola, definita intelligente e oltraggiosa: «L'orgia di filmati militari di repertorio utilizzati per descrivere il colosso sovietico è ridicola ma efficace, grazie all'eccellente montaggio e agli effetti speciali seppure grezzi... uno dei più bizzarri film politici mai fatti, con la propaganda che non può essere separata dall'intrattenimento».

## Colonna sonora
La colonna sonora composta da Albert Glasser è stata pubblicata il 13 febbraio 2012 dall'etichetta Kritzerland, insieme a quella del film del 1960 Delitto del faro.
1. Main Titles/Big City Bar (01:43)
2. Vince Meets Carla (00:59)
3. Mr. Ohman/Hypnotic Brandy/Bad News (01:47)
4. The Enemy is Here! (02:20)
5. Washington/On the Defense (01:05)
6. The President Speaks (01:01)
7. It Can't Be Happening/Love and War (01:38)
8. Vince Gives Blood (01:19)
9. Dam Attack (02:25)
10. Watery Death (01:34)
11. I Want You/Red Alert (02:17)
12. A-Bombs Over New York (01:22)
13. Fighting Back (01:23)
14. Carla and Vince Captured/You're My Woman Now/Back to Reality (02:25)
15. Be Prepared (00:53)